# 鴨部村 (香川県)
鴨部村（かべむら）は、香川県大川郡にあった村。現在のさぬき市鴨部。

## 歴史
- 1890年2月15日 - 町村制施行に伴い、寒川郡鴨部東山村・鴨部中筋村の区域を以て鴨部村が成立。
- 1899年4月1日 - 大川郡の所属となる。
- 1956年9月30日 - 志度町に編入。同日鴨部村廃止。